# Doto leopardina
Doto leopardina is een slakkensoort uit de familie van de Dotidae. De wetenschappelijke naam van de soort is voor het eerst geldig gepubliceerd in 1967 door Vicente.